# 土城镇 (丰宁县)
土城镇，是中华人民共和国河北省承德市丰宁满族自治县下辖的一个乡镇级行政单位。

## 行政区划
土城镇下辖以下地区：
土城子村、四间房村、三间房村、洞上村、柳条沟村、张营子村、毫松沟门村、千佛寺村、张百万村、苇子沟村、榆树沟村、李泉窝铺村和马家窝铺村。